# Thomas Bernhard
Niclaas Thomas Bernhard (Heerlen, Países Baixos, 9 de fevereiro de 1931 — Gmunden, Áustria, 12 de fevereiro de 1989) foi um escritor austríaco e é considerado um dos mais importantes escritores germanófonos da segunda metade do século XX. Deixou uma obra considerável que inclui dezenove novelas e dezessete obras teatrais, entre outros livros breves ou autobiográficos. 

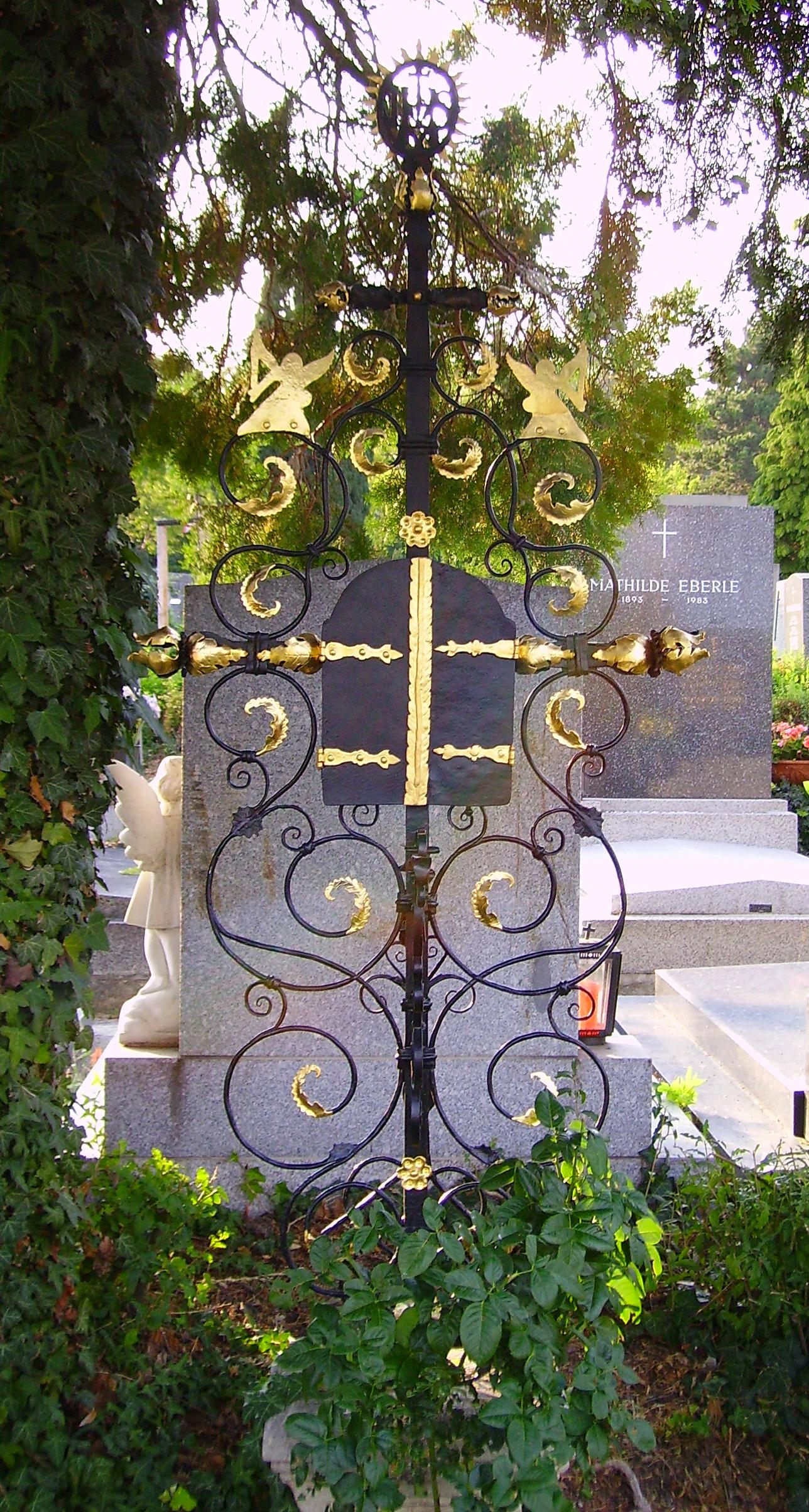
Campa de Thomas Bernhard em Viena

## Biografia
Nascido a 9 de Fevereiro de 1931 em Heerlen, na Holanda, Bernhard foi filho ilegítimo de Herta Bernhard (1904-1950) e do carpinteiro Alois Zuckerstätter (1905-1940). Passou grande parte da sua infância com os seus avós maternos em Seekirchen am Wallersee no estado Salzburgo. O matrimónio da sua mãe em 1936 com Emil Fabjan levou-o a Traunstein na Baviera. Herta morreu de um cancro no útero em 1950.
O seu avô, o escritor Johannes Freumbichler, apoiou a sua educação artística, incluindo o ensino musical dando aulas de violino ao neto. Bernhard estudou na escola elementar em Seekirchen am Wallersee e, mais tarde, devido a conflitos familiares, foi mandado para uma escola nacional-socialista em Saalfeld na Turíngia, o que foi uma experiência traumatizante para o jovem. A partir de 1943, frequentou o internato NS-Johanneum em Salzburgo. Após o bombardeamento de Salzburgo, porém, Bernhard voltou para a casa do seu avô, retornando novamente ao agora católico internato Johanneum em 1945. Em 1946, toda a família de Bernhard muda-se para Salzburgo, fixando-se no bairro Maxglan. Apesar da pobreza, o avô continua a apoiar o jovem na sua educação artística.
Em 1947, Bernhard deixa o internato Johanneum e começa a trabalhar como aprendiz num comércio de géneros alimentícios. É lá que contrai uma séria tuberculose pulmonar intratável, chegando ao ponto de lhe ser dada o equivalente à extrema-unção, estando de 1949 a 1951 no sanatório Grafenhof perto de Salzburgo, onde começou a escrever. Recuperado, estudou música e teatro no Mozarteum Academy de Salzburgo de 1955 a 1957. Ainda estudante, começou a trabalhar como repórter no Socialist Demokratisches Volksblatt e a contribuir para o jornal Die Furche. Desde então, começou sua carreira como escritor.
Sempre foi considerado um escritor polémico, mantendo uma relação de amor e ódio com a Áustria. O seu ressentimento é reflectido pelo testamento, no qual proíbe a encenação das suas peças teatrais em território austríaco. Mesmo após a sua morte, as suas obras foram objecto de controvérsia, especialmente a peça Heldenplatz (Praça dos Heróis), de 1988, na qual Bernhard denuncia o ressentimento antissemita ainda latente na Áustria pós-guerra. Durante a década de 1950, dedicou-se à poesia, centrando-se nos temas da morte e da injustiça social. Já na década de 1960 o escritor produz textos teatrais provocadores, como Die Jagdgesellschaft (Grupo de Caça), de 1973, no qual critica o espírito pequeno-burguês.
Thomas Bernhard obteve em 1970 o prêmio George Büchner, a mais importante glória literária da Alemanha. Bernhard também obteve em 1968 e 1969 os dois principais prémios literários concedidos na Áustria. 
Bernhard morreu aos 58 anos de idade, em sua casa em Gmunden na Alta Áustria, onde havia se instalado em 1965. Sua casa em Ohlsdorf é atualmente um museu.
Em O sobrinho de Wittgestein (1982), nos fala sobre a amizade cultivada em seu período no sanatório junto com o sobrinho de Wittgenstein, onde discutiam sobre ópera, arte, a vida em Viena num ritmo das pequenas tragédias cotidianas.

## Estilo
As peças de Bernhard seguem todas o mesmo padrão: três cenas, falas extensas, beirando o monólogo.

## Prêmios (seleção)
- 1964 - Prêmio Julius Campe
- 1965 - Prêmio Literário da Cidade Livre e Hanseática de Bremen
- 1967 - Dotação do Círculo Cultural da Confederação Alemã da Indústria
- 1968 - Prêmio Nacional Austríaco de Literatura
- 1968 - Prêmio Anton Wildgans
- 1970 - Prêmio Georg Büchner
- 1972 - Prêmio Franz Theodor Csokor
- 1972 - Prêmio Grillparzer
- 1972 - Prêmio Adolf Grimme
- 1974 - Hannoverscher Dramatikerpreis
- 1974 - Prix Séguier
- 1976 - Prêmio Literário da Câmara Federal Econômica da Áustria
- 1983 - Prêmio Literário Internacional Mondello
- 1988 - Prêmio Médicis
- 1988 - Prêmio Antonio Feltrinelli (prêmio rejeitado)

## Obras
- Perturbação [Verstörung, 1967].
- Uma festa para Boris [Ein Fest für Boris, 1968].
- Andar [Gehen, 1971].
- O presidente [Der Präsident, 1975].
- Immanuel Kant [Immanuel Kant, 1978].
- O imitador de vozes [Der Stimmenimitator, 1978].
- Origem [Die Ursache. Eiene Andeutung, 1975; Die Keller. Eiene Entziehung; Der Atem. Eiene Entscheidung; Die Kälte. Eine Isolation; e Ein Kind, 1982]
- O sobrinho de Wittgenstein. Uma amizade [Wittgensteins Neffe. Eine Freundschaft, 1982].
- O náufrago [Der Untergeher, 1983].
- Derrubar árvores: uma irritação [Holzfällen. Eine Erregung, 1984].
- Mestres Antigos [Alte Meister, 1985].
- Extinção. Uma derrocada [Auslöschung. Ein Zerfall, 1986].
- Praça dos Heróis [Heldenplatz, 1988].
- Meus prêmios [Meine preise, 2009].

## Obras traduzidas para o português
No Brasil:
- Perturbação [Verstörung, 1967]. Rio de Janeiro: Rocco, 1999. Tradução Hans Peter Welper e José Laurenio de Melo. 234 p. ISBN 9788532510426
- Uma festa para Boris [Ein Fest für Boris, 1968]. Curitiba: Editora UFPR, 2022. Tradução do alemão por Hugo Simões e Luiz Abdala Júnior. Organização: Ruth Bohunovsky. 164 p. ISBN 9786587448893
- Andar [Gehen, 1971]. São Paulo: Editora Brasileira de Arte e Cultura, 2017. Tradução Marcelo Cordeiro Correia. Posfácio de Bernardo Carvalho. 152 p. ISBN 9788563186423
- O presidente [Der Präsident, 1975]. Curitiba: Editora UFPR, 2020. Tradução do alemão por Gisele Eberspächer e Paulo Rogério Pacheco Júnior. Supervisão da tradução Ruth Bohunovsky. 195 p. ISBN 9786587448114
- Immanuel Kant [Immanuel Kant, 1978]. Curitiba: Editora UFPR, 2024. Tradução do alemão por Hugo Simões e Angélica Neri. Organização: Ruth Bohunovsky. 175 p. ISBN 978-85-8480-252-4.
- O imitador de vozes [Der Stimmenimitator, 1978]. São Paulo: Companhia das Letras, 2009. Tradução Sergio Tellaroli. 160 p. ISBN 9788535915044
- Origem. São Paulo: Companhia das Letras, 2006. Tradução Sergio Tellaroli. 504 p. ISBN 9788535907797. OBS.: Publicação conjunta dos volumes originalmente lançados separados na Alemanha Die Ursache. Eiene Andeutung (1975); Die Keller. Eiene Entziehung; Der Atem. Eiene Entscheidung; Die Kälte. Eine Isolation; e Ein Kind (1982).
- O sobrinho de Wittgenstein. Uma amizade [Wittgensteins Neffe. Eine Freundschaft, 1982]. Rio de Janeiro: Rocco, 1992. Tradução Ana Maria Scherer. 124 p. ISBN 9788532501264
- O náufrago [Der Untergeher, 1983]. São Paulo: Companhia das Letras, 1996. Tradução Sergio Tellaroli. 144 p. ISBN 9788535908510.
- Árvores abatidas. Uma provocação [Holzfällen. Eine Erregung, 1984]. Rio de Janeiro: Rocco, 1991. Tradução Lya Luft. 168 p. ISBN 8532500560
- Derrubar árvores: uma irritação [Holzfällen. Eine Erregung, 1984]. São Paulo: Todavia, 2022. Tradução Sergio Tellaroli. 192 p. ISBN 978-65-5692-314-7
- Mestres Antigos [Alte Meister, 1985]. São Paulo: Companhia das Letras, 2021. 184 p. Tradução Sergio Tellaroli. ISBN 9786559213290
- Extinção. Uma derrocada [Auslöschung. Ein Zerfall, 1986]. São Paulo: Companhia das Letras, 2000. Tradução José Marcos Mariani de Macedo. 480 p. ISBN 9788571649842
- Praça dos Heróis [Heldenplatz, 1988]. São Paulo: Temporal, 2020. Tradução do alemão por Christine Röhrig. 192 p. ISBN 9788553092093
- Meus prêmios [Meine preise, 2009]. São Paulo: Companhia das Letras, 2011. Tradução Sergio Tellaroli. 112 p. ISBN 9788535919394

Em Portugal:
- Perturbação (Verstörung). Lisboa: Relógio D’Água e Planeta DeAgostini. Tradução Leopoldina Almeida. 226 p. ISBN 9727081150 (Relógio d'Àgua) e 9727475922 (Planeta deAgostini)
- O sobrinho de Wittgenstein. Uma amizade. Lisboa: Assírio & Alvim, 2000. Tradução José A. Palma Caetano. 137 p. ISBN 9789723706031
- O náufrago. Lisboa: Relógio D’Água. Tradução Leopoldina Almeida. 144 p. ISBN 9727084060
- Na terra e no inferno. Lisboa: Assírio & Alvim. Tradução José A. Palma Caetano. Ed. bilíngue. 256 p. ISBN 9789723706093
- HOFMANN, Kurt. Em conversa com Thomas Bernhard. Lisboa: Assírio & Alvim. Tradução José A. Palma Caetano. Fotografias de Sepp Dreissinger e Emil Fabjan. 144 p. ISBN 9789723710175
- O fazedor de teatro. Lisboa: Assírio & Alvim. Tradução José A. Palma Caetano. 144 p. ISBN 9789723708639
- Antigos mestres. Lisboa: Assírio & Alvim. Tradução José A. Palma Caetano. 256 p. ISBN 9789723708172
- Extinção. Uma derrocada. Lisboa: Assírio & Alvim. Tradução José A. Palma Caetano. 528 p. ISBN 9789723709254
- Derrubar árvores. Uma irritação. Lisboa: Assírio & Alvim. Tradução José A. Palma Caetano. 208 p. ISBN 9789723712087